# Lamprops korroensis
Lamprops korroensis är en kräftdjursart som beskrevs av Alexander Nikolaevich Derzhavin 1923. Lamprops korroensis ingår i släktet Lamprops och familjen Lampropidae. Inga underarter finns listade i Catalogue of Life.